# Förbundet Sigtunafördettingar
Förbundet Sigtunafördettingar är en förening för före detta elever från skolorna Sigtunaskolan (SS), Sigtunastiftelsens Humanistiska Läroverk (SHL) och Sigtunaskolan Humanistiska Läroverket (SSHL).